# جزیره پتر یکم
جزیره پتر یکم (به نروژی: Peter I Øy) یک جزیره آتشفشانی غیرمسکونی در دریای بلینگسهاوزن است که در فاصله ۴۵۰ کیلومتری از جنوبگان قرار گرفته. این جزیره به عنوان یک قلمروی وابسته مورد ادعای نروژ است و به همراه سرزمین شهبانو ماود و جزیره بووه یکی از سه سرزمین وابسته به نروژ در جنوبگان و زیرجنوبگان را تشکیل می‌دهد. جزیره پتر یکم ۱۱ کیلومتر عرض، ۱۹ کیلومتر طول و همچنین۱۵۶ کیلومتر مربع مساحت دارد. بلندترین نقطه این جزیره، قله لارس کریستنسن نام دارد که ارتفاع آن ۱۶۴۰ متر است. محدوده اطراف این جزیره در بیشتر طول سال مملو از یخ شناور است که دسترسی به آن را بسیار مشکل می‌کند. حیات جانوری این جزیره از پرندگان دریای و خوک دریایی تشکیل شده‌است.
جزیره پتر یکم اولین بار توسط فابین گوتلیب فن بلینگسهاوزن در ۲۱ ژانویه ۱۸۲۱ مشاهده شد و به دنبال پتر یکم روسیه نام‌گذاری شد. اما در ۲ فوریه ۱۹۲۹ دو نروژی بری اولین بار بر روی این جزیره پا گذاشتند و آن را بخشی از قلمرو نروژ خواندند. نروژ در سال ۱۹۳۱ این جزیره را رسماً به قلمرو خود ملحق کرد. در سال ۱۹۶۱ جزیره پتر یکم تحت پیمان‌نامه جنوبگان درآمد. از سال ۱۹۸۷ یک ایستگاه هواشناسی خودکار در این جزیره نصب شده‌است.

## جغرافیا
جزیره پیتر یکم یک جزیره آتشفشانی است که در ۴۵۰ کیلومتری سواحل الزورث سرزمین قاره جنوبگان و حدود ۱۴۰۰ کیلومتر در جنوب غربی جزیره اسمیت، نزدیکترین جزایر شتلند جنوبی، واقع شده‌است. مساحت آن ۱۵۴ کیلومتر مربع است. این جزیره تقریباً به‌طور کامل با یخچال‌های طبیعی پوشیده شده و حدود ۹۵ درصد از سطح آن را یخ پوشانده‌است.
اطراف جزیره یک جبهه یخی به ارتفاع ۴۰ متر با صخره‌های عمودی است. امتداد طولانی کلاهک‌های یخی با رخنمون‌های سنگ تکمیل می‌شود. فرود با هواگرد فقط در سه نقطه امکان‌پذیر است و فقط در دوره کوتاهی از سال که جزیره توسط یخ‌های بسته احاطه نشده‌است. این فرودها در سمت غربی در دماغه اینگرید، شبه جزیره‌ای که خلیج‌های نوروگیا و سانده‌فیورد را تقسیم می‌کند، انجام می‌شود. روی دماغه چند نوار باریک ساحلی قرار دارد که برای فرود مناسب است. ساحل نوروگیا تنها ۴ متر عرض دارد و از طریق طاق طبیعی تزارپورتن (دروازه تزار) وارد آن می‌شوند. در سمت غربی یک فلات قرار دارد، در حالی که سواحل شمالی و جنوبی دارای پهنه‌های یخی هستند. ضلع شرقی شیب‌دارترین است و دارای دو ستون صخره‌ای با قله‌های صاف در دریا است.
این جزیره یک آتشفشان سپری است، اگرچه مشخص نیست که آیا هنوز فعال است یا نه، و بر اساس نمونه‌های تاریخی از ۰٫۱ تا ۰٫۳۵ میلیون سال پیش، به عنوان هولوسن یا به عنوان تاریخی طبقه‌بندی شده‌است. قله لارس کریستنسن، یک دهانه مدور به عرض ۱۰۰ متر است. این قله فوق‌العاده برجسته در ارتفاع ۱۶۴۰ متری به نام لارس کریستنسن نامگذاری شده‌است. مشخص نیست که آیا این آتشفشان مرده‌است یا خیر، زیرا ظاهراً قسمت بالایی آن توسط یخبندان تغییر نیافته‌است که نشان‌دهنده فورانی در چندین قرن پیش است.